# Platinum (Mike Oldfield)
| Recensione | Giudizio |
| ---------- | -------- |
| AllMusic   |          |

Platinum è un album in studio del musicista britannico Mike Oldfield, pubblicato il 23 novembre 1979. L'album è stato ridistribuito con il titolo Airborn nel 1980 per il mercato nordamericano e sudcoreano.

## Pubblicazione
L'album è stato pubblicato da Virgin Records in formato LP e MC. Il disco è stato ristampato innumerevoli volte durante gli anni anche in formato CD. Nel 2012 l'album è stato ristampato in CD con il brano Sally rinominato Into Wonderland e con l'aggiunta di alcune tracce bonus: Platinum (Live Studio Session), North Star (2012 Mike Oldfield Remix) e Blue Peter. La versione deluxe del disco, pubblicata in edizione digipak, contiene un secondo disco in cui è incisa un'edizione dal vivo dell'album registrata alla Wembley Arena di Londra il 28 maggio 1980.
L'album è stato inoltre ridistribuito nel 1980 negli Stati Uniti, Canada e Corea del Sud con il titolo di Airborn con alcune differenze: la traccia Woodhenge è stata sostituita con Guilty e Sally rinominata Into Wonderland. Nella sola edizione statunitense, inoltre, è stato aggiunto un secondo disco contenente le suite Tubular Bells (Part 1), sul lato A, e Incantations (Studio And Live), sul lato B. Questa versione dell'album è stata pubblicata in formato LP, doppio LP e musicassetta e mai più ristampata dopo il 1980.

## I brani
Il primo lato dell'album presenta una suite strumentale di quasi 20 minuti intitolata Platinum che, a differenza di altri brani di lunga durata quali Tubular Bells e Ommadawn, si divide in quattro parti. Queste composizioni si reggono su una forte melodia suonata principalmente dalla chitarra elettrica.
- Part I: Airborne è un brano lento dalla durata di 5 minuti che si costruisce sopra due riff: quello del sintetizzatore e quello della chitarra.
- Part II: Platinum è caratterizzato da un ritmo semplice e ripetitivo, affidato alla chitarra.
- Part III: Charleston è caratterizzato da un ritmo semplice e dalla melodia eseguita da una sezione di fiati, cui è stato aggiunto un coro, il cui arrangiamento è stato curato da David Bedford, e i sussurri di Oldfield.
- Part IV: North Star presenta un estratto dall'album North Star di Philip Glass del 1977. Qui la costante ritmica della batteria e del basso introducono la parte di chitarra a cui si unisce la melodia più tardi. Un riff di chitarra e un coro arricchiscono il tutto.

Il lato B del disco presenta invece brevi brani musicali: la canzone Sally, stata scritta e cantata da Oldfield e Nico Ramsden in omaggio alla fidanzata di Mike Sally Cooper. Il pezzo è stato però rimosso dall'album e sostituito con Into Wonderland, cantata da Wendy Roberts. L'introduzione di sintetizzatore di Wonderland è lo stesso di Sally.
Punkadiddle è stato eseguito da Oldfield in tour, lui e la sua band lo hanno suonato a torso nudo. Come per Into Wonderland anche questo brano contiene un notevole riferimento a Sally. Di fatto, originariamente i pezzi erano mixati insieme e quando Sally è stato rimosso, si è deciso di utilizzare come introduzione a Punkadiddle il suo finale.
I Got Rhythm è una cover della canzone di George e Ira Gershwin.
Woodhenge appare nell'edizione intitolata Platinum, mentre nell'edizione intitolata Airborn è sostituito dal brano Guilty.

## Tracce

### Platinum
LP/MC 1979
1. Platinum Part I: Airborn – 5:05 (Mike Oldfield)
2. Platinum Part II: Platinum – 6:06 (Mike Oldfield)
3. Platinum Part III: Charleston – 3:17 (Mike Oldfield)
4. Platinum Part IV: North Star/Platinum Finale – 4:49 (Philip Glass, Mike Oldfield)
5. Woodhenge – 4:05 (Mike Oldfield)
6. Sally – 3:46 (Mike Oldfield, Nico Ramsden)
7. Punkadiddle – 5:46 (Mike Oldfield)
8. I Got Rhythm – 4:44 (Ira Gershwin, George Gershwin)

Durata totale: 37:38
CD 2012
1. Platinum Part I: Airborn – 5:05 (Mike Oldfield)
2. Platinum Part II: Platinum – 6:06 (Mike Oldfield)
3. Platinum Part III: Charleston – 3:17 (Mike Oldfield)
4. Platinum Part IV: North Star/Platinum Finale – 4:49 (Philip Glass, Mike Oldfield)
5. Woodhenge – 4:05 (Mike Oldfield)
6. Into Wonderland – 3:46 (Mike Oldfield, Nico Ramsden)
7. Punkadiddle – 5:46 (Mike Oldfield)
8. I Got Rhythm – 4:44 (Ira Gershwin, George Gershwin)
9. Platinum (Live Studio Session) – 5:12 (Mike Oldfield)
10. North Star (2012 Mike Oldfield Remix) – 8:11 (Philip Glass, Mike Oldfield) – Remix di Mike Oldfield
11. Blue Peter – 2:06 (Ashworth Hope)

Durata totale: 53:07
CD 2012 deluxe
1. Platinum Part I: Airborn – 5:05 (Mike Oldfield)
2. Platinum Part II: Platinum – 6:06 (Mike Oldfield)
3. Platinum Part III: Charleston – 3:17 (Mike Oldfield)
4. Platinum Part IV: North Star/Platinum Finale – 4:49 (Philip Glass, Mike Oldfield)
5. Woodhenge – 4:05 (Mike Oldfield)
6. Into Wonderland – 3:46 (Mike Oldfield, Nico Ramsden)
7. Punkadiddle – 5:46 (Mike Oldfield)
8. I Got Rhythm – 4:44 (Ira Gershwin, George Gershwin)
9. Platinum (Live Studio Session) – 5:12 (Mike Oldfield)
10. North Star (2012 Mike Oldfield Remix) – 8:11 (Philip Glass, Mike Oldfield) – Remix di Mike Oldfield
11. Blue Peter – 2:06 (Ashworth Hope)
12. Platinum – 20:43 (Mike Oldfield)
13. Punkadiddle – 5:17 (Mike Oldfield)
14. I've Got Rhythm – 5:08 (Ira Gershwin, George Gershwin)
15. Polka – 3:43
16. Incantations – 22:32 (Mike Oldfield)
17. Tubular Bells (Part Two) – 8:57 (Mike Oldfield)
18. Guilty/Tubular Bells (Part One) Finale – 6:33 (Mike Oldfield)
19. Blue Peter/Portsmouth – 3:53 (Ashworth Hope, tradizionale)
20. William Tell – 2:27 (Gioachino Rossini)

Durata totale: 132:20

### Airborn
LP/MC singolo
1. Platinum Part 1: Airborn – 4:59 (Mike Oldfield)
2. Platinum Part 2: Platinum – 4:36 (Mike Oldfield)
3. Platinum Part 3: Charleston – 3:11 (Mike Oldfield)
4. Platinum Part 4: North Star/Platinum Finale – 4:36 (Philip Glass, Mike Oldfield)
5. Guilty – 3:48 (Mike Oldfield)
6. Into Wonderland – 3:36 (Mike Oldfield, Nico Ramsden)
7. Punkadiddle – 5:39 (Mike Oldfield)
8. I Got Rhythm – 4:35 (testo: Ira Gershwin – musica: George Gershwin)

Durata totale: 35:00
Doppio LP
1. Platinum Part 1: Airborn – 4:59 (Mike Oldfield)
2. Platinum Part 2: Platinum – 4:36 (Mike Oldfield)
3. Platinum Part 3: Charleston – 3:11 (Mike Oldfield)
4. Platinum Part 4: North Star/Platinum Finale – 4:36 (Philip Glass, Mike Oldfield)
5. Guilty – 3:48 (Mike Oldfield)
6. Into Wonderland – 3:36 (Mike Oldfield, Nico Ramsden)
7. Punkadiddle – 5:39 (Mike Oldfield)
8. I Got Rhythm – 4:35 (testo: Ira Gershwin – musica: George Gershwin)
9. Tubular Bells (Part 1) – 23:40 (Mike Oldfield)
10. Incantations (Studio And Live) – 19:26 (Mike Oldfield)

Durata totale: 78:06

## Musicisti
- Mike Oldfield - chitarra elettrica, chitarra folk, pianoforte, sintetizzatori, vibrafono, marimba e voce
- Pierre Moerlen - vibrafono, batteria
- Alan Schwarzberg - batteria
- Morris Pert - batteria
- Niel Jason - basso
- Hansford Rowe - basso
- Francisco Centeno - basso
- Nicko Ramsden - tastiera
- Peter Lemer - tastiera
- Sally Cooper - campane tubolari
- Peter Gordon e Michael Riesman - arrangiamento dei fiati
- David Bedford - arrangiamento corale
- Wendy Roberts - voce in I Got Rhythm
- Demalza - congas